# Kalników
Kalników – wieś w Polsce położona na Płaskowyżu Tarnogrodzkim, w województwie podkarpackim, w powiecie przemyskim, w gminie Stubno.
W latach 1954–1972 wieś należała i była siedzibą władz gromady Kalników. W latach 1975–1998 miejscowość administracyjnie należała do województwa przemyskiego.

## Części wsi
| SIMC    | Nazwa        | Rodzaj    |
| ------- | ------------ | --------- |
| 0611650 | Czeremosznia | część wsi |
| 0611666 | Kowaliki     | część wsi |
| 0611672 | Pogorzelec   | część wsi |
| 0611689 | Zagroble     | część wsi |

## Historia
Pierwsza wzmianka o wsi, zachowana w przemyskich aktach grodzkich pochodzi z 1378. Już wtedy była tu cerkiew pod wezwaniem Najświętszej Maryi Panny. Obecna cerkiew Zaśnięcia Najświętszej Maryi Panny w Kalnikowie została zbudowana w 1920 na miejscu starszej, murowanej cerkwi z 1882. W XIX w. i czasach II Rzeczypospolitej w XX w. Kalników należał do rodziny Orzechowiczów. W latach 1885–1927 majątkiem zarządzał dr Bolesław Orzechowicz. Jego staraniem w 1908 r. w Kalnikowie erygowano parafię rzymskokatolicką, a w 1913 r. poświęcono ufundowany przez niego neogotycki kościół pod wezwaniem św. Andrzeja Apostoła. Przez całe znane dzieje miejscowość zamieszkana była w większości przez Ukraińców.
W II Rzeczypospolitej do 1934 samodzielna gmina jednostkowa. Następnie należała do zbiorowej wiejskiej gminy Małnów w powiecie mościskim w woj. lwowskim. W 1944 nacjonaliści ukraińscy z OUN - UPA zamordowali tutaj 6 Polaków i 3 Ukraińców za "za zdradę narodu ukraińskiego.
Jest to jedyna wieś położona w pasie przygranicznym w okolicy Przemyśla, która nie została wysiedlona po II wojnie światowej. W 1945 wywieziono do ZSRR tylko kilkanaście rodzin, a podczas akcji „Wisła” wysiedlono kilkadziesiąt osób. Stało się to m.in. dzięki polskiemu księdzu, który wystawił Ukraińcom rzymskokatolickie metryki.

## Obecnie
Obecnie (pocz. XXI w.) ok. jedna trzecia mieszkańców wsi jest wyznania prawosławnego (we wsi znajduje się cerkiew parafialna), mniejsza część greckokatolickiego. Jest to jedno z największych wiejskich skupisk ukraińskich w Polsce. Miejscowe koło Związku Ukraińców w Polsce jest największym w kraju. W Szkole Podstawowej im. dra Bolesława Orzechowicza prowadzona jest nauka języka ukraińskiego. W 2000 został założony dziecięcy zespół „Wiszeńka”. Od kilku lat Kalników jest miejscem Międzynarodowej Biesiady Folklorystycznej (w 2006 była czwarta).
Wieś zamieszkuje 356 rodzin (około 1347 mieszkańców).
W dawnym parku przy dworze Orzechowiczów w Kalnikowie rośnie najgrubszy w kraju jesion – to drzewo o obwodzie pnia 756 cm i wysokości 29 m. Wiek szacuje się na 350 lat.

### Stadnina koni
W dawnych dworskich budynkach, w Kalnikowie działało Państwowe Gospodarstwo Rolne. W 1986, w związku ze zmianą profilu hodowlanego w Stadninie Koni Stubno, PGR przyjął formę stadniny pn. Stadnina Koni Kalników. W 1994 jako Stadnina Koni Skarbu Państwa Kalników, następnie w wyniku przekształcenia jako Stadnina Koni Kalników Sp. z o.o. Stadnina hoduje konie rasy małopolskiej oparte na przodkach wywodzących się z rodów austro-węgierskich: Furioso i Przedświt; przy niej działa Jeździecki Klub Sportowy „Kresowiak”.

## Sport
We wsi działa piłkarski klub sportowy LKS Cresovia Kalników założony 20 czerwca 1982 roku. Drużyna w sezonie 2021/2022 występuje w klasie A, w grupie Przemyśl.